# Zahnitkiv, Bârzula
Zahnitkiv (în ucraineană Загнітків) este un sat în comuna Codâma din raionul Bârzula, regiunea Odesa, Ucraina.

## Demografie
Componența lingvistică a comunei Zahnitkiv
     Ucraineană (98,45%)
     Alte limbi (1,49%)
Conform recensământului din 2001, majoritatea populației comunei Zahnitkiv era vorbitoare de ucraineană (98,45%), existând în minoritate și vorbitori de alte limbi.